# Villars-sur-Glâne
Villars-sur-Glâne és un municipi suís del cantó de Friburg, situat al districte de la Sarine.